# Silurus mento
Silurus mento — вид сомів, родина сомових (Siluridae). Є ендеміком Китаю, де зустрічається виключно в озері Д'яньчі. Сягає 21,5 см завдовжки.